# Georges Carrier
Pour les articles homonymes, voir Carrier (homonymie).
Georges Carrier, né le 4 septembre 1910 dans le 14e arrondissement de Paris et mort le 5 mai 1993 à Saint-Thibault-des-Vignes (Seine-et-Marne), est un joueur français de basket-ball.

## Biographie
Georges Carrier évolue en équipe de France de 1934 à 1936, jouant 4 matchs et marquant 6 points. Il fait partie de la sélection française éliminée au premier tour des  Jeux olympiques d'été de 1936 à Berlin.
Il évolue en club au Club sportif de Plaisance.